# Novi Mihaljevci
Novi Mihaljevci – wieś w Chorwacji, w żupanii pożedzko-slawońskiej, w mieście Požega. W 2011 roku liczyła 291 mieszkańców.